# Cromemco
A Cromemco, Inc. foi uma empresa de microcomputadores de Mountain View, Califórnia, conhecida por seus computadores e periféricos de barramento S-100 baseados em Z80 de alta qualidade nos primeiros dias da revolução dos computadores pessoais.
A empresa começou como uma parceria em 1974 entre Harry Garland e Roger Melen, dois estudantes de Ph.D. de Stanford. O nome da empresa foi dado em homenagem à residência deles na Universidade de Stanford (Crothers Memorial, um dormitório de Stanford reservado para estudantes de pós-graduação em engenharia). A Cromemco foi constituída em 1976 e seus primeiros produtos foram a câmera digital Cromemco Cyclops e a interface gráfica colorida Cromemco Dazzler - ambos inovadores na época - antes de passarem a fabricar sistemas de computador.
Em dezembro de 1981, a revista Inc. nomeou a Cromemco como uma das dez empresas privadas de crescimento mais rápido nos EUA.

## História inicial

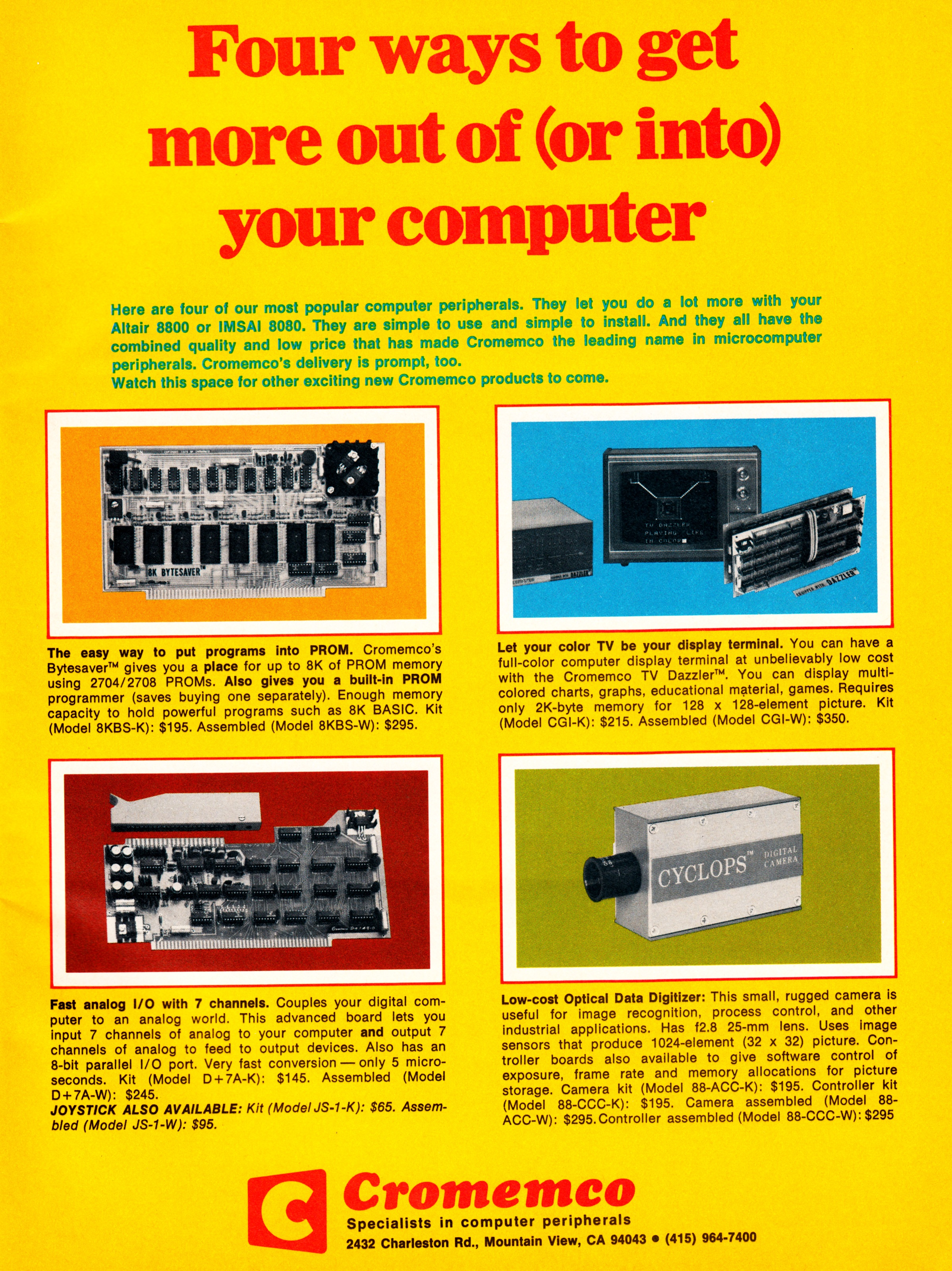
Anúncio da Cromemco na página 1 da Byte Magazine, setembro de 1976.

A colaboração que viria a se tornar a Cromemco começou em 1970, quando Harry Garland e Roger Melen, estudantes de pós-graduação da Universidade de Stanford, começaram a trabalhar em uma série de artigos para a revista Popular Electronics. Esses artigos descreviam projetos de construção para entusiastas da eletrônica. Como às vezes era difícil para os entusiastas encontrarem as peças necessárias para esses projetos, Garland e Melen licenciaram fornecedores terceirizados para fornecer kits de peças. Em 1973, um kit para um desses projetos, um "Op Amp Tester", foi vendido por uma empresa chamada MITS, que mais tarde lançaria um microcomputador revolucionário na capa da Popular Electronics.
Em 1974, Roger Melen estava visitando os escritórios editoriais da Popular Electronics em Nova York, onde viu um protótipo do microcomputador Altair 8800 da MITS. Melen ficou tão impressionado com essa máquina que alterou seu voo de volta para a Califórnia para passar por Albuquerque, onde se encontrou com Ed Roberts, presidente da MITS. Nessa reunião, Roberts incentivou Melen a desenvolver produtos complementares para o Altair 8800, começando com a câmera digita Cyclops, que estava programada para aparecer na edição de fevereiro de 1975 da Popular Electronics.
Ao retornar à Califórnia, Melen e Garland formaram uma parceria para produzir a câmera Cyclops e futuros produtos para microcomputadores. Eles batizaram a empresa de "Cromemco" em homenagem ao dormitório de Stanford (Crothers Memorial Hall), onde começaram sua colaboração.

## Primeiros produtos

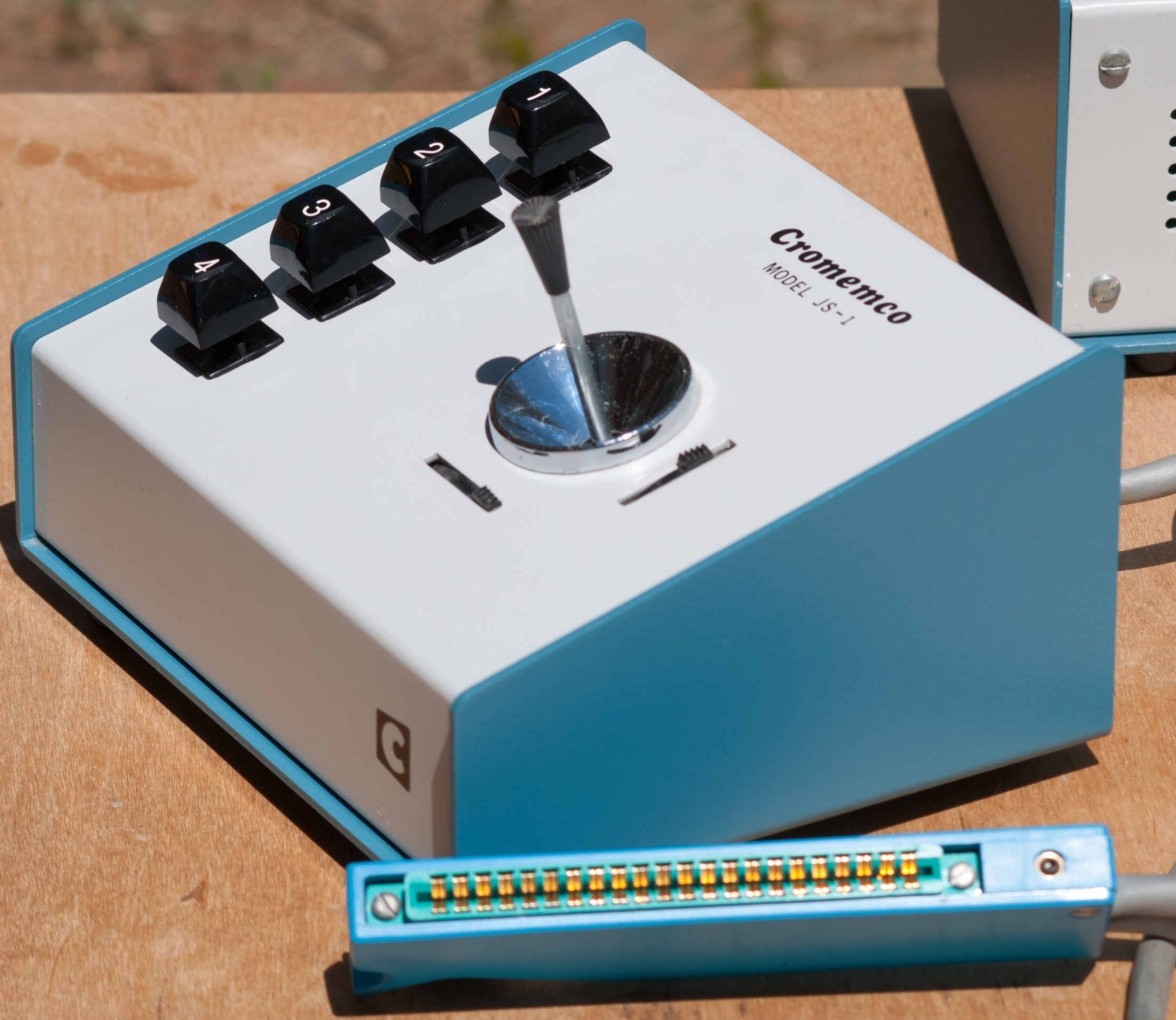
Console de joystick analógico Cromemco JS-1.

Melen e Garland começaram a trabalhar na interface da câmera Cyclops para o Altair, o que deu origem a vários outros projetos para a jovem empresa. Não havia uma maneira conveniente de armazenar software para o Altair, a não ser em fita de papel perfurado. Para solucionar esse problema, Melen e Garland começaram a trabalhar no projeto de um cartão de memória programável somente para leitura que chamaram de "Cromemco Bytesaver". O Bytesaver também suportava um programa residente que permitia que o computador funcionasse imediatamente ao ser ligado, sem a necessidade de carregar manualmente um programa de inicialização. O Bytesaver provou ser um periférico muito popular.
Também não havia como ver uma imagem da câmera Cyclops armazenada no Altair. Assim, começou-se a trabalhar em uma placa de interface gráfica que pudesse conectar o Altair a um aparelho de TV em cores. Essa interface gráfica, chamada Cromemco Dazzler, foi apresentada na edição de fevereiro de 1976 da Popular Electronics.
Um dos usos para um computador Altair com Dazzler era jogar jogos. Mas não havia como fazer a interface de um console de jogos ou joystick com o Altair. Assim, o projeto seguinte foi projetar um console de joystick e uma placa de interface que suportasse um canal digital de 8 bits e 7 canais analógicos (chamado de D+7A). No entanto, o D+7A podia fazer muito mais do que apenas fazer a interface com um joystick, e foi essa placa que permitiu que o Altair fosse conectado ao mundo da aquisição de dados e da computação industrial.
A Cromemco se autodenominava "Especialistas em Periféricos de Computador" e tinha uma reputação de designs inovadores e construção de qualidade. No entanto, eles estavam a apenas alguns passos de oferecer seu próprio sistema de computador baseado na estrutura de barramento do computador Altair, chamado por Garland e Melen de "barramento S-100".

## De placas a sistemas

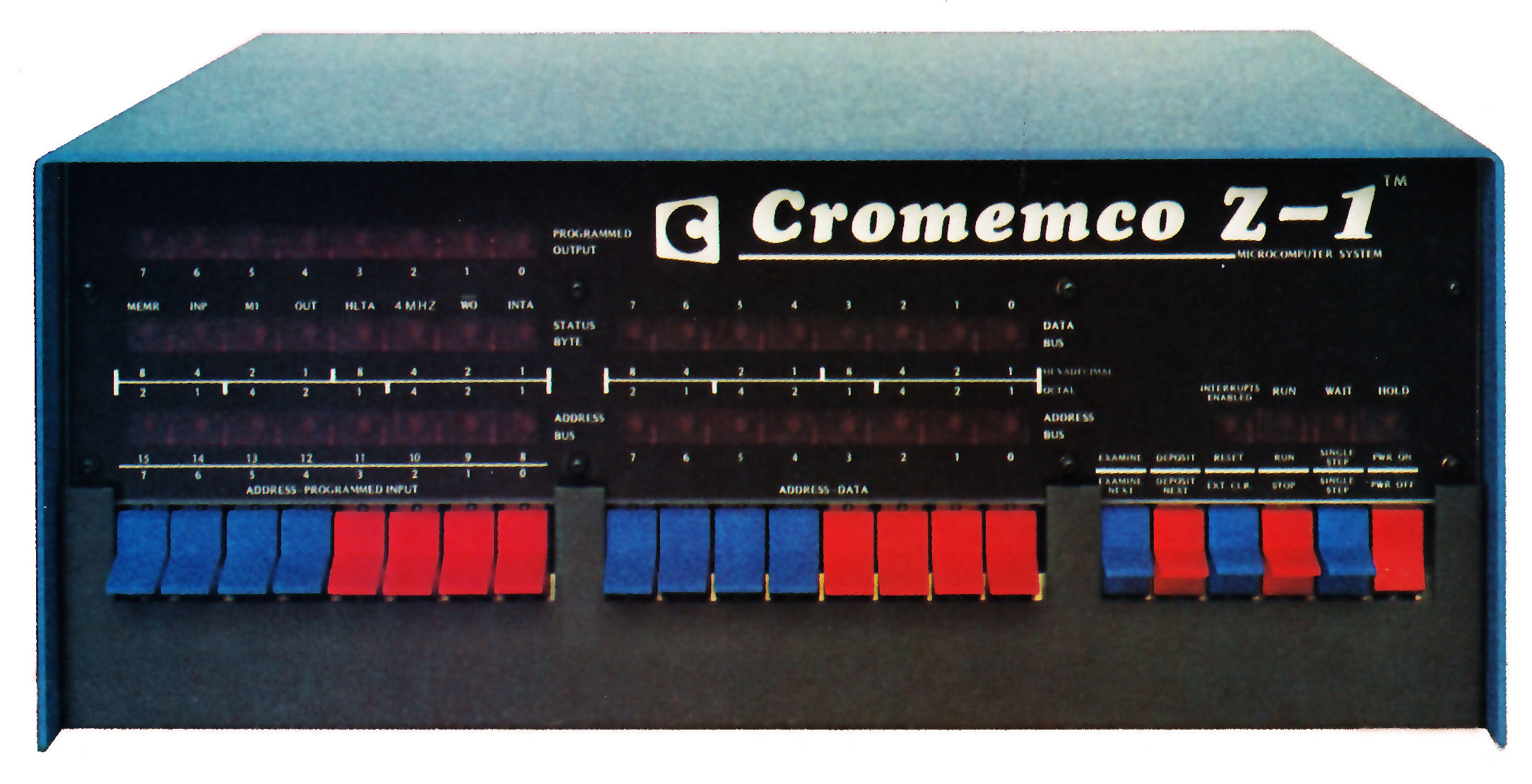
Cromemco Z-1 (1976).

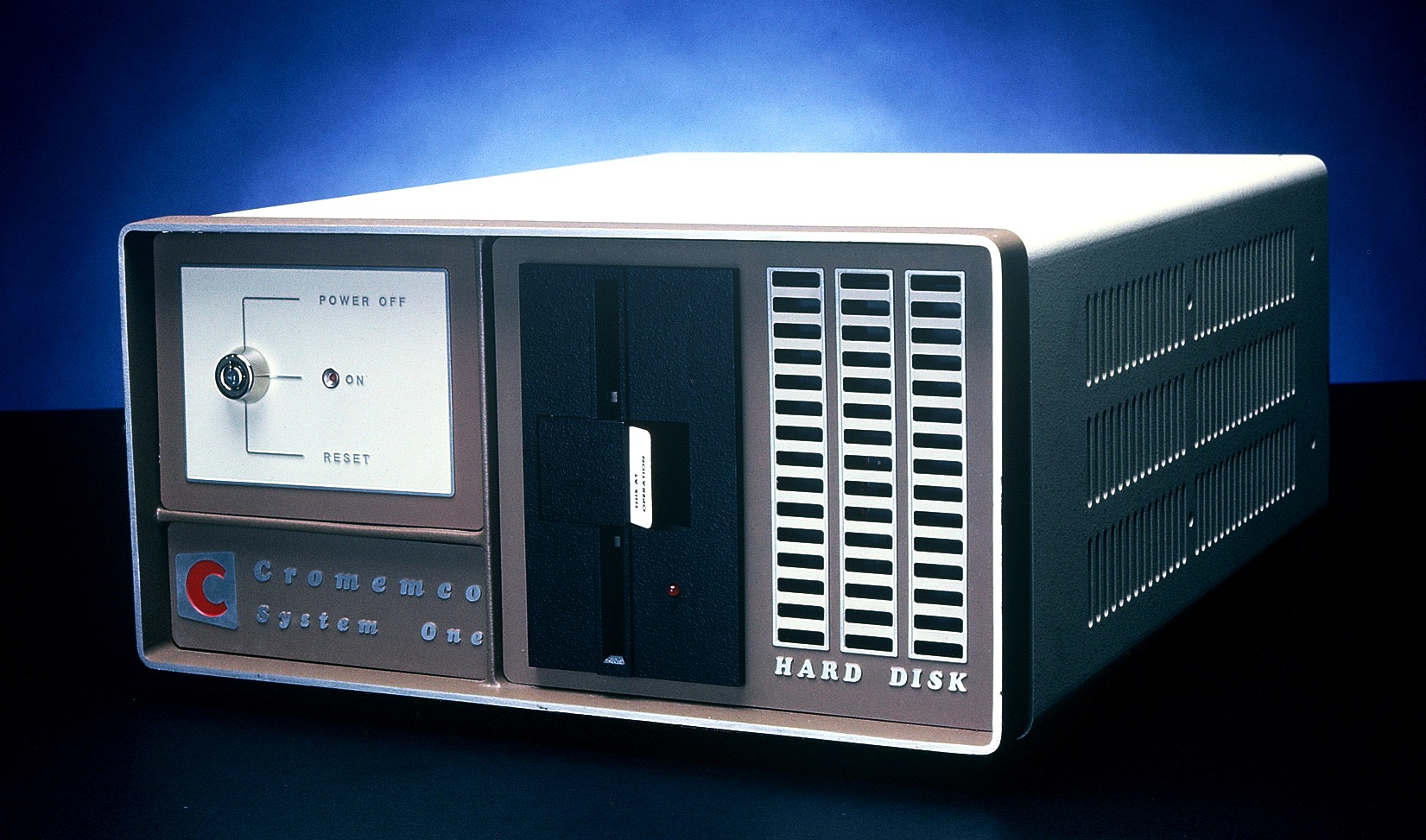
Cromemco System One (CS-1H), de 1981.

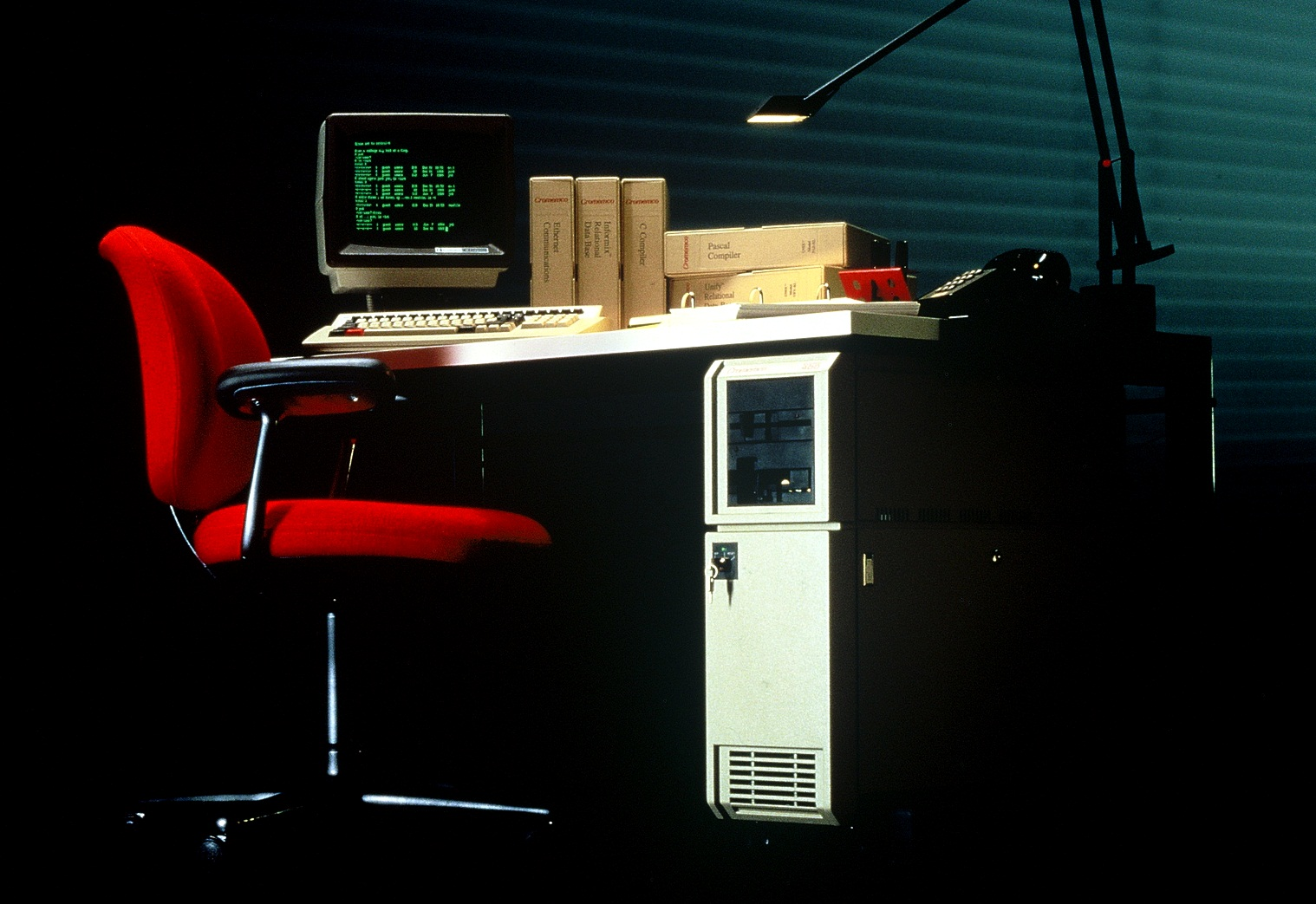
Supermicrocomputador Cromemco System 400 de 32 bits com XXU (1985).

O primeiro computador lançado pela Cromemco foi o Z-1, em agosto de 1976. O Z-1 vinha com 8K de RAM estática e usava o mesmo chassi do IMSAI 8080, mas apresentava o microprocessador Z80 em vez do chip Intel 8080 do computador IMSAI. O Z-1 foi sucedido pelo Z-2 em junho de 1977, que contava com 64K de RAM e a capacidade de executar o Cromemco DOS (CDOS), um sistema operacional semelhante ao CP/M. O Z-2 também adicionou uma interface paralela, além de uma porta serial RS-232, e não incluía mais o grande painel de interruptores que fazia parte do modelo Z-1.
A Cromemco reempacotou seus sistemas para produzir o System One, seguido pelos maiores System Two e System Three. O System Three, anunciado em 1978, era capaz de executar as linguagens de programação FORTRAN IV e Z80 BASIC. O System Three foi projetado para uso profissional multiusuário e incluía um disco rígido opcional, um terminal CRT, uma impressora e a unidade principal do computador.
O software da Cromemco inclui o CDOS, que era muito parecido com o CP/M, e o CROMIX, o sistema operacional multiusuário semelhante ao Unix da própria Cromemco.
O CROMIX usava memória em bancos e, com 448k instalados, podia suportar até 6 usuários (1 banco para o sistema e 1 banco para cada usuário). O CROMIX foi lançado em 1979.
Inicialmente, o CROMIX era executado no System Three e, posteriormente, em sistemas Cromemco que usavam a série de microprocessadores Motorola 680x0.
| Sistemas         | Ano de lançamento | Espaços | Disquete interno | Disco rígido interno | Sistemas operacionais      |
| ---------------- | ----------------- | ------- | ---------------- | -------------------- | -------------------------- |
| Z-1              | 1976              | 21      | Não se aplica    | Não se aplica        |                            |
| Z-2              | 1977              | 21      | Não se aplica    | Não se aplica        | CP/M                       |
| System Zero      | 1980              | 4       | Não se aplica    | Não se aplica        | CP/M, Cromix               |
| System One CS-1  | 1981              | 8       | 2 x 12,7 cm      | Não se aplica        | CP/M, Cromemco DOS, Cromix |
| System One CS-1H | 1981              | 8       | 1 x 12,7 cm      | 5 MB                 | CP/M, Cromemco DOS, Cromix |
| System Two Z-2D  | 1978              | 21      | 2 x 12,7 cm      | Não se aplica        | CP/M, Cromemco DOS, Cromix |
| System Two Z-2H  | 1980              | 12      | 2 x 12,7 cm      | 11 MB                | CP/M, Cromemco DOS, Cromix |
| System Three     | 1978              | 21      | 4 x 20,3 cm      | Não se aplica        | CP/M, Cromemco DOS, Cromix |

Em 1982, a Cromemco lançou uma placa de CPU Motorola 68000 para seus sistemas. Era uma placa de processador duplo (chamada de DPU) com um processador Motorola 68000 e um processador Zilog Z-80 (para compatibilidade reversa). Seus computadores System One, Two e Three evoluíram para as séries 100, 200 e 300, respectivamente. Além disso, foi introduzida a série 400 em um gabinete estilo torre. A DPU foi seguida pelas placas XPU e XXU, cada vez mais capazes, também baseadas na família de processadores Motorola 680x0.
A Cromemco também lançou o computador pessoal C-10 em 1982, um sistema baseado em disquete Z-80 para o mercado de baixo custo. Ele executava o CDOS e vinha com várias ferramentas de software comercial, como planilha eletrônica, processador de texto e a linguagem de programação BASIC.
| Placa de CPU Cromemco | Ano de lançamento | Microprocessador     | Taxa de clock | Desempenho (em Whetstones) |
| --------------------- | ----------------- | -------------------- | ------------- | -------------------------- |
| ZPU                   | 1976              | Z-80A                | 2 MHz/4 MHz   | 7.000                      |
| DPU                   | 1982              | Z-80A/MC68000        | 4 MHz/8 MHz   | 40.000                     |
| XPU                   | 1984              | Z-80B/MC68010        | 5 Mz/10 MHz   | 50.000                     |
| XXU                   | 1986              | MC68020 with MC68881 | 16,7 MHz      | 1.050.000                  |

Marca registrada usada de 1983 até o presente.

Em 1983, a Cromemco empregava mais de 500 pessoas, tinha uma receita anual de US$ 55 milhões e havia vendido mais sistemas de computador baseados em S-100 do que qualquer outra empresa. A empresa era de propriedade integral de Garland e Melen até ser vendida para a Dynatech Corporation em 1987. A Dynatech era um grande cliente dos computadores da Cromemco por meio de sua subsidiária ColorGraphics Weather Systems. A divisão europeia da Cromemco foi reorganizada como Cromemco AG e estava em liquidação em 2018, mas a operação da Cromemco na Grécia, fundada em 1978 como Information Systems & Control Ltd. continuava a operar como Cromemco Hellas S.A. em 2021.

## Contribuições de engenharia
A Cromemco era conhecida por sua excelência em engenharia, criatividade em design e excelente confiabilidade do sistema. "Quando você era contratado para o departamento de P&D (Pesquisa e Desenvolvimento), eles lhe davam um escritório e um computador e perguntavam o que você queria fazer", lembra Roger Sippl, um dos primeiros funcionários da Cromemco. As primeiras inovações de engenharia da Cromemco para sistemas de microcomputadores incluem a primeira câmera digital (a Cyclops Camera), a primeira placa gráfica colorida (a Cromemco Dazzler), o primeiro armazenamento programável (o Bytesaver), a primeira troca de banco de memória e o primeiro sistema operacional do tipo Unix (Cromix).
A Cromemco contou com talentos de engenharia da Universidade de Stanford, do Homebrew Computer Club e até mesmo de seus próprios distribuidores. Joe McCrate, Curt Terwilliger, Tom McCalmont, Jerry May, Herb Lewis e Marvin Kausch haviam sido alunos dos fundadores da empresa na Universidade de Stanford. Ed Hall e Li-Chen Wang foram para a Cromemco por meio do Homebrew Computer Club. Nik Ivancic, Boris Krtolica e Egon Zakrajšek vieram do distribuidor da Cromemco na Iugoslávia, onde haviam desenvolvido software de engenharia estrutural para os sistemas da Cromemco.
Vários engenheiros da Cromemco fundaram outras empresas no Vale do Silício. Roger Sippl, Laura King e Roy Harrington formaram a Informix Corporation. Tom McCalmont fundou a REgrid Power Inc. e, mais tarde, a McCalmont Engineering. Jeff Johnson fundou a UI Wizards, Inc. e publicou livros best-sellers sobre design de interface de usuário de software.

## Instalações notáveis

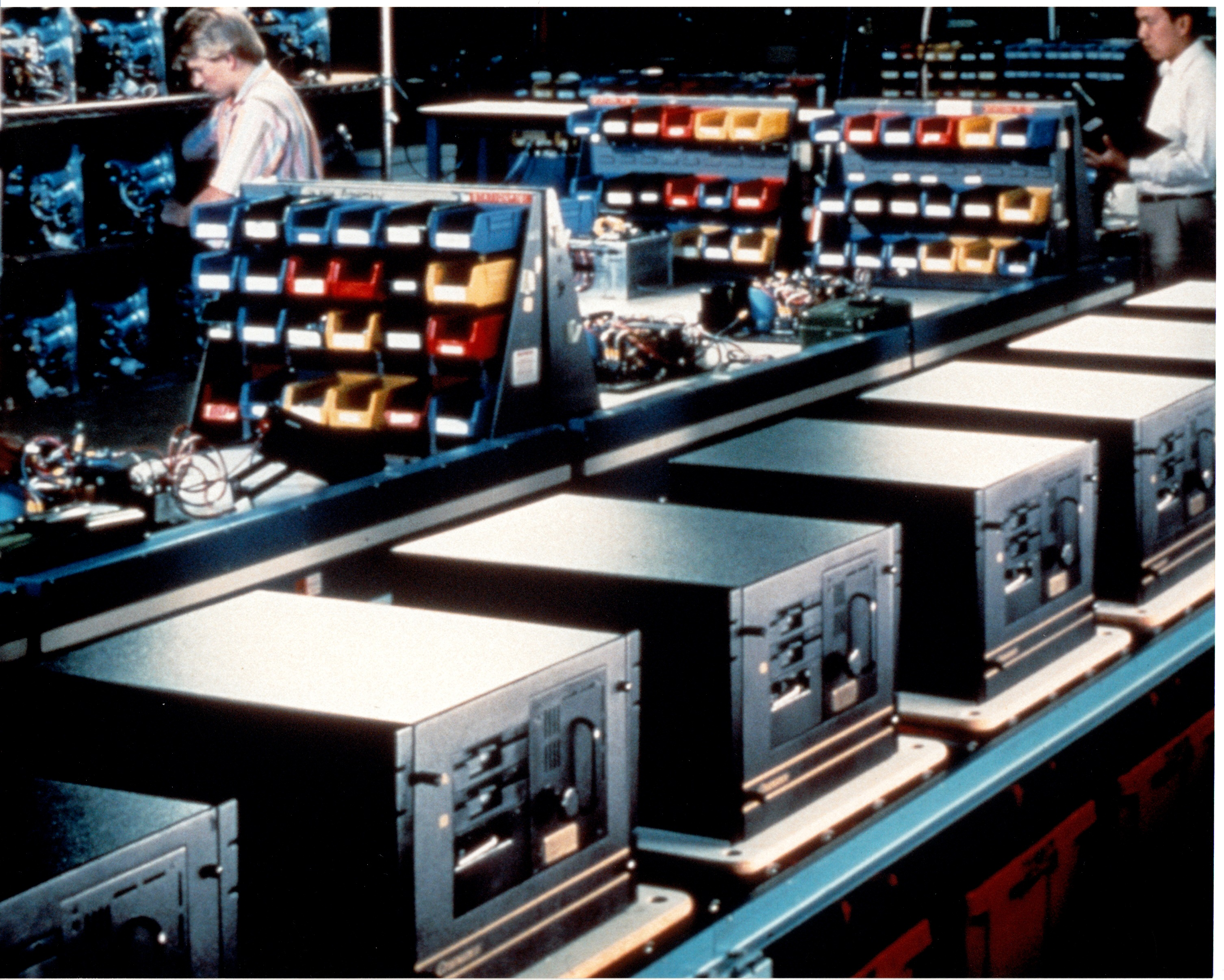
Linha de produção da Cromemco de computadores CS-250 para o Sistema de Suporte à Missão da Força Aérea dos Estados Unidos (1986).

Em 1981, um estudo foi encomendado pelo Comando de Sistemas da Força Aérea dos Estados Unidos para selecionar um microcomputador para o Sistema de Controle Aéreo de Teatro (TACS). De um campo de 149 microcomputadores, o Relatório Técnico Final concluiu que "o equipamento oferecido pela Cromemco é o que mais atende aos critérios gerais de seleção." Nos anos seguintes a esse estudo, a Força Aérea dos Estados Unidos tornou-se um dos principais clientes dos computadores da Cromemco.
A Cromemco desenvolveu uma versão especial do computador CS-200 (chamada de CS-250) para atender aos requisitos do Sistema de Suporte à Missão (MSS) da Força Aérea. O CS-250 tinha um disco rígido removível baseado na tecnologia patenteada da Cromemco. A Força Aérea dos Estados Unidos implantou 600 sistemas Cromemco de 1985 a 1996 como Sistemas de Suporte à Missão para as aeronaves F-15, F-16 e F-111. Esses sistemas receberam seu primeiro uso em tempo de guerra na Operação Tempestade no Deserto, na Guerra do Golfo, em 1991.
A Marinha dos Estados Unidos implantou computadores Cromemco a bordo de navios e submarinos da classe Ohio e para gerar saída de voz para o Sistema de Combate Aegis no Centro de Informações de Combate.
Os sistemas Cromemco também foram amplamente utilizados em aplicações comerciais, inclusive na Chicago Mercantile Exchange (CME), onde um banco de 60 sistemas Cromemco Z-2 foi usado para processar negociações. Cada sistema Z-2 foi preenchido com cartões de interface Cromemco Octart, com cada cartão suportando oito terminais no pregão. Durante dez anos, de 1982 a 1992, todas as negociações na CME foram processadas por esses sistemas. Em 1992, os sistemas Cromemco foram substituídos por computadores IBM PS/2.
Os computadores Cromemco foram os primeiros sistemas de microcomputadores amplamente distribuídos na China. Em 1985, a Newsweek informou que mais de 10.000 sistemas de computadores Cromemco haviam sido vendidos para universidades chinesas.
Os sistemas da Cromemco também foram amplamente adotados pelas estações de televisão dos EUA para gerar gráficos meteorológicos e artísticos, usando o software desenvolvido pela ColorGraphics Weather Systems. Em 1986, mais de 80% das estações de televisão dos principais mercados dos EUA usavam sistemas da Cromemco para produzir notícias e gráficos meteorológicos.

## Na cultura popular
Em 1984, o computador Cromemco System One apareceu no filme Ghostbusters como um computador no Laboratório Ghostbuster.
Em 2011, Paul Allen comentou sobre a câmera Cromemco Cyclops em seu livro, Idea Man: a memoir by the cofounder of Microsoft, observando que "O Altair até estreou uma câmera digital em 1976".
Em 2011, Mona Simpson revelou, em um elogio a seu irmão Steve Jobs, que ela havia considerado comprar um Cromemco como seu primeiro computador.
Em 2013, o computador Cromemco System Three apareceu com destaque no filme Computer Chess, de Andrew Bujalski.
Em 2013, Deborah Perry Piscione, em seu livro best-seller do The New York Times, Secrets of Silicon Valley, identificou a Cromemco, juntamente com a Apple, como as duas empresas do Vale do Silício que criaram o setor de computadores pessoais.
Em 2018, o computador Cromemco C-10 foi adicionado à coleção do Museu Nacional de História Americana.